# Tarrueza
Tarrueza es una localidad española del municipio de Laredo, en la comunidad autónoma de Cantabria. 

## Geografía
La localidad está situada en el Alto de la Maza, a 2 km de la capital municipal Laredo y a 70 m de altitud sobre el nivel del mar. Tarrueza contaba con una población de 105 habitantes en el año 2023 (INE).

## Historia
Hacia mediados del siglo XIX, el lugar, ya por entonces perteneciente a Laredo, tenía contabilizada una población de 357 habitantes. La localidad aparece descrita en el decimocuarto volumen del Diccionario geográfico-estadístico-histórico de España y sus posesiones de Ultramar de Pascual Madoz de la siguiente manera:

TARRUESA: l. en la prov. y dióc. de Santander (6 leg.), part. jud. y ayunt. de Laredo (1), de cuya v. se le considera como barrio. sit. á la falda de un peñasco; su clima es templado; sus enfermedades mas comunes constipados y alguna que otra fiebre maligna. Tiene 64 casas; escuela de primeras letras á que asisten 50 niños; igl. anejo de Laredo dedicada á Sta. Cecilia; dos ermitas San Roque y Sta. Ana, y buenas aguas potables. El terreno es de buena calidad, y en parte de regadío. Los caminos son locales: recibe la correspondencia en Laredo. prod.: maíz, alubias, patatas, vino chacolí, frutas y pastos; cria ganados, y caza mayor y menor. ind.: un molino harinero. pobl.: 56 vec., 357 almas. contr.: con el ayunt.
(Madoz, 1849, p. 674)

Destaca su iglesia parroquial del siglo XVII. En el lugar nacieron familias ilustres como los De la Serna o De la Piedra.

## Personas notables
- Nacho Rodríguez, futbolista